# Broadsheet

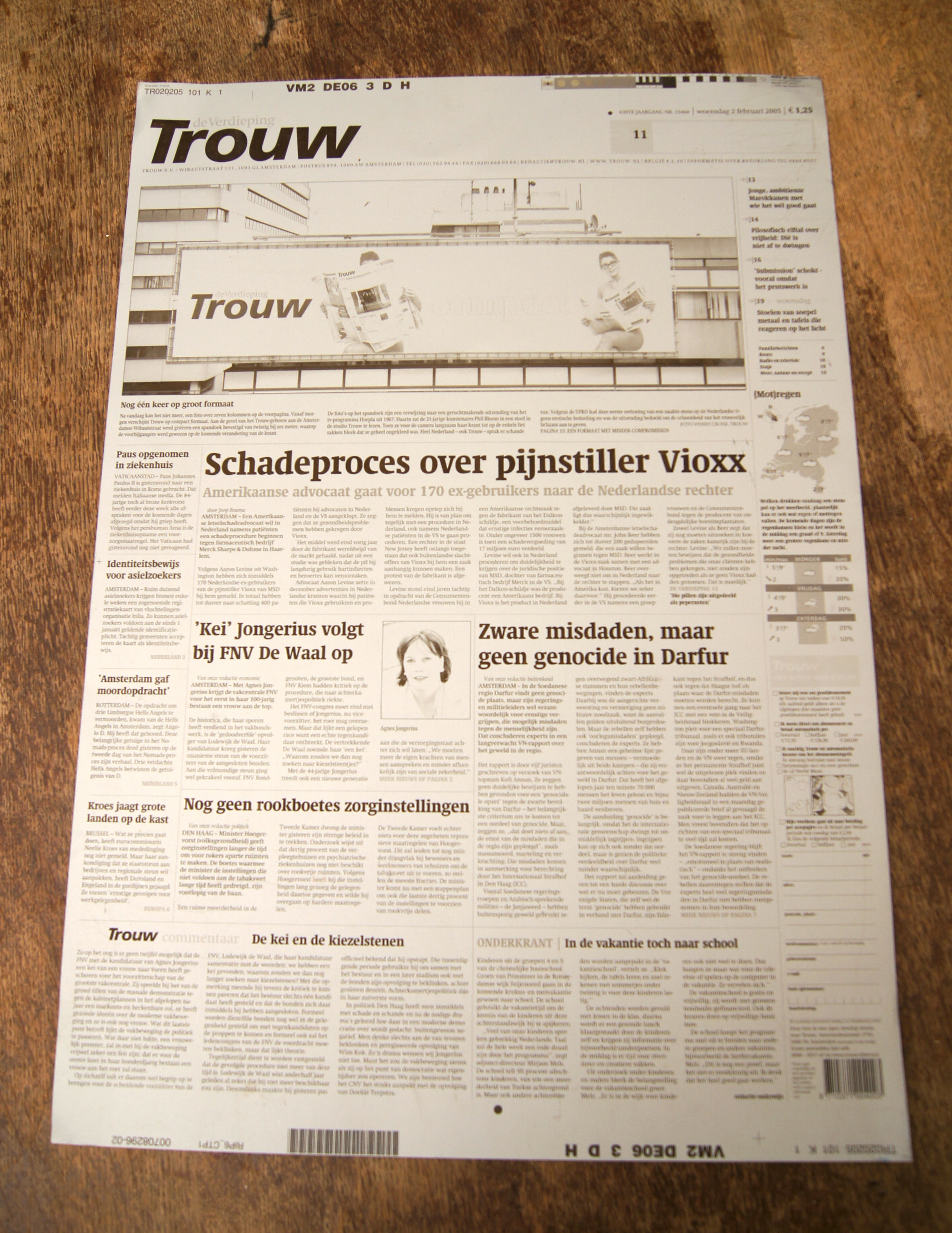
Drukplaat van de laatste editie van dagblad Trouw op broadsheet-formaat (2 februari 2005).

Broadsheet is een aanduiding voor een bepaald papierformaat van kranten. Het is dubbel zo groot als tabloid. Een broadsheetkrant meet 749 mm bij 597 mm (29,5 bij 23,5 inch).
Kranten van het broadsheetformaat treft men voornamelijk aan in de Angelsaksische landen, het broadsheetformaat is dan ook in Engeland ontstaan. In Nieuw-Zeeland en Australië wijkt het broadsheetformaat enigszins af en komt het overeen met het A1-formaat.
Voorbeelden van kranten met dit formaat zijn Financial Times, USA Today en The Dallas Morning News. 
De Volkskrant gebruikte het formaat tot 29 maart 2010 en NRC Handelsblad tot 7 maart 2011. Sinds die data verschijnen de kranten op tabloid. Het Nederlands Dagblad stapte in oktober 2010 over op het berlinerformaat. Na 10 oktober 2014 verscheen ook De Telegraaf op tabloidformaat.
Van de regionale kranten behoorden de titels van HDC Media (Haarlems Dagblad, Leidsch Dagblad, De Gooi- en Eemlander, Noordhollands Dagblad, IJmuider Courant) tot de laatste kranten die nog het broadsheetformaat hanteerden. Sinds 13 april 2013 verschijnen deze kranten ook op tabloid.
De allerlaatste krant die in Nederland op broadsheetformaat en zonder kleur verscheen was de Hoogeveensche Courant, die tot 14 oktober 2014 zelfstandig werd uitgegeven en toen onderdeel werd van Boom. Het nieuwsblad, dat nog steeds op maandag, woensdag en vrijdag op tabloidformaat verschijnt, is sinds 2 december 2020 onderdeel van het Belgische Mediahuis. 